# Didymodon subtorquatus
Didymodon subtorquatus är en bladmossart som beskrevs av Catcheside 1980. Didymodon subtorquatus ingår i släktet lansmossor, och familjen Pottiaceae. Inga underarter finns listade i Catalogue of Life.